# 레이철 워드
레이철 워드(Rachel Ward, AM, 1957년 9월 12일 ~ )는 잉글랜드 태생 오스트레일리아의 배우, 감독, 영화 각본가이다.
제3대 더들리 백작 윌리엄 워드(William Ward, 3rd Earl of Dudley)의 손녀이고, 증조부인 제2대 더들리 백작 윌리엄 워드는 1908년부터 1911년까지 오스트레일리아 총독이었다.

## 출연 작품
- 피터 래빗 - 피터 엄마 역 (목소리)